# Каменская, Нина Васильевна
Нина Васильевна Каме́нская (бел. Ніна Васілеўна Каменская; 1913—1986) — белорусский советский историк, педагог, общественный деятель. Доктор исторических наук (1959), профессор (1961). Член-корреспондент Академии наук Белорусской ССР (1959). Заслуженный деятель науки Белорусской ССР (1981).

## Биография
Родилась в Осиповичах (ныне — Могилёвская область, Белоруссия). Окончила исторический факультет Могилёвского педагогического института (1937). Преподавала в школах Могилёва и Бобруйска.
В 1944—1962 гг. — старший научный сотрудник, заведующая сектором, заместитель директора по научной работе Института истории Академии наук Белорусской ССР. В 1962—1964 гг. — директор Института истории партии при ЦК КПБ. В 1965—1969 гг. — директор Института истории Академии наук БССР, в 1969—1974 гг. — проректор, заведующая кафедрой истории БССР Минского педагогического института. С 1974 г. — старший научный сотрудник Института истории Академии наук БССР.

## Научная и педагогическая деятельность
Занималась исследованием истории Октябрьской революции и гражданской войны в Белоруссии, образования Белорусской ССР, коммунистической партии и комсомола Белоруссии.
В 1959 году в Институте истории Академии наук СССР защитила диссертацию на соискание учёной степени доктора исторических наук по теме «Участие белорусского народа в разгроме интервентов и белогвардейцев и социалистическое строительство в Белоруссии в годы гражданской войны».

## Награды
Награждена орденом Дружбы народов (1972), «Знак Почета» (1963, 1969), медалями.